# Барди, Густав
Густав Барди (фр. Gustave Bardy, 25 ноября 1881, Бельфор — 31 октября 1955, Дижон) — французский католический богослов, патролог,  общественный деятель.

## Биография
Густав Барди родился 25 ноября 1881 года в городе Бельфор. Образование получил в Семинарии Святого Сульпиция в Париже. В 1906 году Барди был рукоположен во священника. О. Густав Барди закончил Католический институт в Париже в 1909 году, после чего на протяжении пяти лет читал лекции по философии в университете Святого Иоанна в Безансоне.
В 1914 году, во время Первой мировой войны, он был призван на военную службу в качестве санитара, получил ранение, и впоследствии от этого страдал частичной глухотой. С 1919 по 1927 гг. преподает на факультете богословия в Лилльском университете. Здесь он получает научное звание доцента. Но из-за разногласий по поводу его книги, посвященной Павлу Самосатскому, о. Густав Барди был вынужден уйти из университета Лилля. С 1927 года он переходит в университет Дижона.
Профессор Густав Барди был удостоен ордена Почетного легиона. Во всех учебных заведениях он занимается исследованием в области патрологии. В 1910 году выходит его работа, посвященная Дидиму Слепцу, а в 1914 году — святому Афанасию Александрийскому. О. Густав Барди защищает докторскую диссертацию, исследуя текст трактата Оригена «О началах». Его главная работа была посвящена Павлу Самосатскому (1923 г.). Проф. Барди автор многих монографий по патрологии и церковной истории, более ста статей по разным вопросам христианской жизни. В словаре церковной истории и географии (Dictionnaire d’histoire et de géographie ecclésiastiques (DHGE)) профессором Г. Барди было опубликовано множество церковно-исторических статей.
Скончался о. Г. Барди в Дижоне 31 октября 1955 года.